# Kazachstan na Mistrzostwach Świata w Lekkoatletyce 2013
Kazachstan na Mistrzostwach Świata w Lekkoatletyce 2013 – reprezentacja Kazachstanu podczas mistrzostw świata w Moskwie liczyła 10 zawodników. Nie zdobyła żadnego medalu.

## Występy reprezentantów Kazachstanu

### Mężczyźni

#### Konkurencje biegowe
| Konkurencja   | Zawodnik         | Runda 1  | Runda 1 | Półfinał | Półfinał | Finał        | Finał   |
| Konkurencja   | Zawodnik         | Rezultat | Pozycja | Rezultat | Pozycja  | Rezultat     | Pozycja |
| ------------- | ---------------- | -------- | ------- | -------- | -------- | ------------ | ------- |
| Maraton       | Michaił Krasiłow | —        | —       | —        | —        | 2:44:31 (SB) | 51.     |
| Chód na 20 km | Gieorgij Szejko  | —        | —       | —        | —        | 1:27:41      | 36.     |
| Chód na 20 km | Witalij Aniczkin | —        | —       | —        | —        | 1:30:02      | 45.     |

#### Konkurencje techniczne
| Konkurencja   | Zawodnik            | Eliminacje | Eliminacje | Finał    | Finał   |
| Konkurencja   | Zawodnik            | Rezultat   | Pozycja    | Rezultat | Pozycja |
| ------------- | ------------------- | ---------- | ---------- | -------- | ------- |
| Skok o tyczce | Nikita Filippow     | 5,40       | 14.        | NQ       | NQ      |
| Skok w dal    | Konstantin Safronow | 7,47       | 26.        | NQ       | NQ      |
| Trójskok      | Roman Walijew       | 16,43      | 17.        | NQ       | NQ      |
| Dziesięciobój | Dmitrij Karpow      | —          | —          | DNF      | DNF     |

### Kobiety

#### Konkurencje biegowe
| Konkurencja                | Zawodniczka          | Runda 1  | Runda 1 | Półfinał | Półfinał | Finał        | Finał   |
| Konkurencja                | Zawodniczka          | Rezultat | Pozycja | Rezultat | Pozycja  | Rezultat     | Pozycja |
| -------------------------- | -------------------- | -------- | ------- | -------- | -------- | ------------ | ------- |
| Bieg na 200 m              | Olga Błudowa         | 23,83    | 36.     | NQ       | NQ       | NQ           | NQ      |
| Bieg na 200 m              | Wiktorija Ziabkina   | 24,47    | 45.     | NQ       | NQ       | NQ           | NQ      |
| Bieg na 800 m              | Margarita Mukaszewa  | 2:02,06  | 26.     | NQ       | NQ       | NQ           | NQ      |
| Bieg na 100 m przez płotki | Anastasija Soprunowa | 13,85    | 35.     | NQ       | NQ       | NQ           | NQ      |
| Chód na 20 km              | Ajman Kożachmetowa   | —        | —       | —        | —        | 1:33:00 (SB) | 27.     |
| Chód na 20 km              | Galina Kiczigina     | —        | —       | —        | —        | 1:34:18      | 38.     |
| Chód na 20 km              | Szołpan Kożachmetowa | —        | —       | —        | —        | 1:38:09 (SB) | 55.     |

#### Konkurencje techniczne
| Konkurencja | Zawodniczka   | Eliminacje | Eliminacje | Finał    | Finał   |
| Konkurencja | Zawodniczka   | Rezultat   | Pozycja    | Rezultat | Pozycja |
| ----------- | ------------- | ---------- | ---------- | -------- | ------- |
| Skok wzwyż  | Marina Aitowa | 1,83       | 25.        | NQ       | NQ      |
| Trójskok    | Irina Ektowa  | 13,37      | 18.        | NQ       | NQ      |
| Siedmiobój  | Irina Karpowa | —          | —          | DNF      | DNF     |